# Mosambická vlajka

Mosambická vlajka
Poměr stran: 2:3

Vlajka Mosambiku byla přijata 1. května 1983. Tvoří ji úzkými, bílými proužky (lemy) oddělené tři horizontální pruhy v barvách (shora dolů) zelené, černé a žluté o poměru šířek pruhů 10:1:10:1:10. Na žerďové straně je červený klín dosahující do 4/9 délky vlajky, v němž je žlutá pěticípá hvězda, v ní bílá kniha a zcela v popředí zkřížené černé siluety motyky a útočné pušky AK-47 (Kalašnikova). Vlajka navazuje na vlajku Fronty za osvobození Mosambiku (FRELIMO) ze 60. let (oficiální byla od roku 1974).
Zelená barva symbolizuje rostlinstvo, černá africký kontinent, žlutá nerostné bohatství, červená odpor proti kolonialismu a mosambickou revoluci a bílá boj za mír. Žlutá hvězda byla v roce 1983 symbolem závazku budovat socialismus. Kniha symbolizovala vzdělání, motyka rolníky a zemědělství a AK-47 odhodlání lidu bránit svou zem.
Ačkoli je možno se na internetu dočíst, že je Mosambik jedinou zemí, jejíž vlajka nese symbol střelné, resp. palné zbraně, další je např. na guatemalské vlajce.

## Historie
Prvními Evropany, kteří vstoupili na území dnešního Mosambiku, byli v roce 1498 Portugalci pod vedením Vasco da Gamy. V roce 1508 začalo budování portugalských osad na pobřeží a roku 1609 byly tyto osady spojeny v kolonii. První vlajky užívané na území dnešního Mosambiku byly od roku 1830 vlajky Portugalského království. Ty byly tvořeny dvěma svislými pruhy, modrým a bílým. Uprostřed byl vyobrazen portugalský znak.
30. června 1911 byla, po republikánské revoluci a vzniku Portugalské republiky, zavedena nová vlajka, v Portugalsku platná dodnes. Vlajka se začala užívat ve všech portugalských koloniích, tedy i v Mosambiku. Byla znovu tvořena dvěma svislými pruhy, nyní však zeleným a červeným, a o poměru šířek pruhů 2:3. Uprostřed byl umístěn státní znak (nyní španělského typu), umístěný na žluté armilární sféře, středověké navigační pomůcce. Poměr stran vlajky byl 2:3.
V  roce 1966 navrhl portugalský heraldik Franz Paul Almeido vlajky portugalských závislých území, které byly dokonce v roce 1967 schváleny. Vlajky těchto území ale nebyly nikdy zavedeny a nadále se užívaly portugalské vlajky. Návrh mosambické vlajky byl portugalskou vlajkou se štítem ze znaku Mosambiku v dolní vlající části.

Portugalská vlajka v Mosambiku (1830–1911)
Portugalská vlajka v Mosambiku (1911–1975)
Schválená ale nezavedená mosambická vlajka (1967) Poměr stran: 2:3

V roce 1960 se začaly formovat první národněosvobozenecké organizace a v roce 1964 začalo ozbrojené povstání Fronty za osvobození Mosambiku (FRELIMO). V roce 1973 získal Mosambik vnitřní autonomii. Až do vyhlášení nezávislosti byla jedinou oficiální vlajkou portugalská vlajka, ale v červenci 1974 byla ve městě Lourenço Marques (dnešní Maputo) vyvěšena prchajícími Portugalci vyvěšena vlajka o poměru stran 2:3 s velkým koloniálním znakem (není obrázek). Vlajka se užívala asi do září 1974, kdy byla nahrazena vlajkou FRELIMO. Oficiálně se začala užívat od 5. září 1974. Vlajku ze 60. let tvořil list o poměru stran přibližně 5:8 se třemi vodorovnými pruhy: zeleným, černým a žlutým. Pruhy byly od sebe odděleny úzkými bílými proužky (lemy). Na žerďové straně byl červený klín.
25. června 1975 byla vyhlášena nezávislost na Portugalsku a předseda FRELIMO a nově zvolený prezident země Samora Moisés Machel vztyčil na ústředním stadiónu v hlavním městě státní vlajku Mosambické lidové republiky. Očekávalo se, že se vlajkou stane dosavadní vlajka strany, ale stal se jí list o poměru stran 2:3 s neobvyklým vzhledem. Jednotlivá pole tvořily do vějíře uspořádané trojúhelníky v barvách zelený, červený, černý a žlutý, vycházející z horního rohu vlajky. Pole byla navíc od sebe odděleny úzkými, bílými, trojúhelníkovými lemy, rovněž vějířovitě uspořádanými. V levém horním rohu byl umístěn emblém tvořený bílým, černě ohraničeným ozubeným kolem (24 zubů), na něm položenou černě konturovanou knihou a přes ní, zkříženě položené černý samopal a černá motyka. Nad knihou, šikmo vpravo, byla červená, pěticípá hvězda. Vlajka byla popsána v článku č. 68 první mosambické ústavy. Symbolika barev a figur byla stejná jako u současné vlajky, ozubené kolo symbolizovalo dělnickou třídu, červená hvězda pak internacionální charakter mosambického lidu.
V dubnu roku 1983 se začala užívat upravená vlajka FRELIMO, na jejíž červený klín byla umístěna žlutá, pěticípá hvězda s emblémem z dosavadní vlajky. Poměr stran vlajky byl zřejmě 5:8.

Neoficiální mosambická vlajka (1974–1975), FRELIMO
Mosambická vlajka (1975–1983)
Mosambická vlajka (04–05/1983)

1. května 1983 byla rozhodnutím 4. kongresu FRELIMO zavedena nová vlajka, platná (až na poměr stran) dodnes. Poměr stran byl stanoven na 3:5, později se objevovala s poměrem stran 5:8 a v současnosti je poměr stran stanoven na 2:3.
V roce 1989 se FRELIMO odklonilo od marxistické ideologie, 2. listopadu 1990 byla přijata nová ústava a název státu se změnil na Mosambická republika. Vlajka změněna nebyla, ústava potvrdila platnost vlajky z roku 1983.
V roce 2005 byla vypsána soutěž na nový design vlajky. Mosambická parlamentní opozice výslovně požadovala odstranění pušky z vlajky. Bylo přijato 169 návrhů a dokonce byl vybrán vítězný návrh. Ten ale nebyl (po zamítnutí vládní strany FRELIMO v poměru hlasů 155:79) přijat.

## Prezidentská vlajka
Vlajka prezidenta Mosambické republiky je tvořena červeným listem o poměru stran 3:4 (zobrazena je však v poměru stran 2:3) s uprostřed umístěným bílým kruhem, a v něm vyobrazeným státním znakem. Na horním, dolním a vlajícím okraji je zlaté třásnění (na obrázku nezobrazeno).

Vlajka mosambického prezidenta Poměr stran: 2:3
Vlajka mosambického prezidenta (1975–1982)
Vlajka mosambického prezidenta (1982–1990)